# Gerichtsorganisation (Schottland)

Royal Coat of Arms of the United Kingdom (Government in Scotland)

Die Gerichtsorganisation in Schottland umfasst die ordentliche Gerichtsbarkeit in Straf- und Zivilsachen, die sich deutlich von der im Übrigen Vereinigten Königreich unterscheidet. Schottland hat aber nicht nur eine eigene Gerichtsorganisation, deutliche Unterschiede bestehen auch zwischen dem englischen und schottischen Recht.

## Organisation

### Aufbau der Gerichte
Basis der schottischen Zivilgerichtsbarkeit sind die Sheriff Courts, vergleichbar den deutschen Amtsgerichten. Mit dem durch die Empfehlungen Lord Gills angestossenen Courts Reform (Scotland) Act 2014 gibt es als Berufungsgericht den Sheriff Appeal Court, der insbesondere den Court of Session, das oberste Zivilgericht Schottlands, von Aufgaben entlastet. Für einfach gelagerte Fälle des Strafrechts gibt es noch die Justice of the Peace Courts. Der Scottish Land Court hat die sachliche Zuständigkeit für Streitigkeiten zwischen Vermietern und Mietern im Zusammenhang mit landwirtschaftlichen Mietverhältnissen.
Die Obersten Gerichte von Schottland sind im College of Justice zusammengefasst. Die Organe der schottischen Obersten Gerichte sind der Court of Session (oberstes Zivilgericht), der High Court of Justiciary (oberstes Strafgericht), das Office of the Accountant of Court und der Auditor of the Court of Session. Der Sitz des College of Justice befindet sich im Parliament House in Edinburgh.

### Richter und Staatsanwaltschaft
Oberster schottischer Richter ist der Lord President of the Court of Session and Lord Justice General, seit 2015 Colin Sutherland, Lord Carloway. Er wird vertreten durch den Lord Justice Clerk, seit 2016 Leeona Dorrian, Lady Dorrian.
Die Berufung der Richter erfolgt durch den britischen Monarchen auf Empfehlung des First Minister, der diese wiederum auf Basis von Empfehlungen des Judicial Appointments Board for Scotland abgibt. Die Richteramtszeit endet mit dem Ruhestandsalter von 75 Jahren.
Der Lord Advocate ist der Generalstaatsanwalt Schottlands. Alle Anklagen werden nominell in seinem Namen erhoben. Der Amtsinhaber ist einer der Great Officers of State Schottlands. Der aktuelle Lord Advocate ist seit 2016 James Wolffe.

### Sonstiges
Rechtsanwälte sind in Schottland, abweichend von den anderen Landesteilen, je nach Ausbildung als advocates und solicitors zugelassen.
Einige Gerichte, insbesondere der Supreme Court of the United Kingdom, aber auch die Arbeitsgerichtsbarkeit ("employment tribunals") haben in Zivilsachen Jurisdiktion im gesamten Vereinigten Königreich. Der High Court of Justiciary ist aber weiterhin das oberste für Schottland zuständige Strafgericht.